# Mistrzostwa NCAA Division I w Zapasach w 2018
Mistrzostwa NCAA Division I w zapasach rozegrane zostały w Cleveland w dniach 15–17 marca 2018 roku. Zawody odbyły się na terenie Quicken Loans Arena.
Punkty zdobyły 64 drużyny.
- Outstanding Wrestler – Bo Nickal

## Wyniki

### Drużynowo
| Kolejność | Szkoła                        | Zespół        |
| --------- | ----------------------------- | ------------- |
| 1.        | Pennsylvania State University | Nittany Lions |
| 2.        | Ohio State University         | Buckeyes      |
| 3.        | University of Iowa            | Hawkeyes      |
| 4.        | Uniwersytet Michigan          | Wolverines    |
| 4.        | North Carolina State          | Wolfpack      |
| 6.        | University of Missouri        | Tigers        |
| 7.        | Uniwersytet Cornella          | Big Red       |
| 8.        | Virginia Tech                 | Hokies        |

### All American

#### 125 lb
| Lp. | Zawodnik         | Szkoła        |
| --- | ---------------- | ------------- |
| 1.  | Spencer Lee      | Iowa          |
| 2.  | Nick Suriano     | Rutgers       |
| 3.  | Nathan Tomasello | Ohio State    |
| 4.  | Ethan Lizak      | Minnesota     |
| 5.  | Darian Cruz      | Lehigh        |
| 6.  | Sebastian Rivera | Northwestern  |
| 7.  | Ronnie Bresser   | Oregon State  |
| 8.  | Zeke Moisey      | West Virginia |

#### 133 lb
| Lp. | Zawodnik         | Szkoła               |
| --- | ---------------- | -------------------- |
| 1.  | Seth Gross       | South Dakota State   |
| 2.  | Stevan Mićić     | Michigan             |
| 3.  | Tariq Wilson     | North Carolina State |
| 4.  | Luke Pletcher    | Ohio State           |
| 5.  | Kaid Brock       | Oklahoma State       |
| 6.  | Scott DelVecchio | Rutgers              |
| 7.  | Scott Parker     | Lehigh               |
| 8.  | Montorie Bridges | Wyoming              |

#### 141 lb
| Lp. | Zawodnik            | Szkoła               |
| --- | ------------------- | -------------------- |
| 1.  | Yianni Diakomihalis | Cornell              |
| 2.  | Bryce Meredith      | Wyoming              |
| 3.  | Joey McKenna        | Ohio State           |
| 4.  | Jaydin Eierman      | Missouri             |
| 5.  | Nick Lee            | Penn State           |
| 6.  | Kevin Jack          | North Carolina State |
| 7.  | Chad Red            | Nebraska             |
| 8.  | Sa’Derian Perry     | Eastern Michigan     |

#### 149 lb
| Lp. | Zawodnik         | Szkoła         |
| --- | ---------------- | -------------- |
| 1.  | Zain Retherford  | Penn State     |
| 2.  | Ronald Perry     | Lock Haven     |
| 3.  | Matthew Kolodzik | Princeton      |
| 4.  | Troy Heilmann    | North Carolina |
| 5.  | Brandon Sorensen | Iowa           |
| 6.  | Grant Leeth      | Missouri       |
| 7.  | Jason Tsirtsis   | Arizona State  |
| 8.  | Boo Lewallen     | Oklahoma State |

#### 157 lb
| Lp. | Zawodnik        | Szkoła               |
| --- | --------------- | -------------------- |
| 1.  | Jason Nolf      | Penn State           |
| 2.  | Hayden Hidlay   | North Carolina State |
| 3.  | Tyler Berger    | Nebraska             |
| 4.  | Michael Kemerer | Iowa                 |
| 5.  | Alec Pantaleo   | Michigan             |
| 6.  | Micah Jordan    | Ohio State           |
| 7.  | Joshua Shields  | Arizona State        |
| 8.  | Luke Zilverberg | South Dakota State   |

#### 165 lb
| Lp. | Zawodnik            | Szkoła         |
| --- | ------------------- | -------------- |
| 1.  | Vincenzo Joseph     | Penn State     |
| 2.  | Isaiah Martinez     | Illinois       |
| 3.  | Evan Wick           | Wisconsin      |
| 4.  | Chandler Marsteller | Lock Haven     |
| 5.  | David McFadden      | Virginia Tech  |
| 6.  | Alex Marinelli      | Iowa           |
| 7.  | Jonathon Chavez     | Cornell        |
| 8.  | Chandler Rogers     | Oklahoma State |

#### 174 lb
| Lp. | Zawodnik       | Szkoła             |
| --- | -------------- | ------------------ |
| 1.  | Zahid Valencia | Arizona State      |
| 2.  | Mark Hall      | Penn State         |
| 3.  | Myles Amine    | Michigan           |
| 4.  | Daniel Lewis   | Missouri           |
| 5.  | Bo Jordan      | Ohio State         |
| 6.  | Jordan Kutler  | Lehigh             |
| 7.  | David Kocer    | South Dakota State |
| 8.  | Jacobe Smith   | Oklahoma State     |

#### 184 lb
| Lp. | Zawodnik          | Szkoła         |
| --- | ----------------- | -------------- |
| 1.  | Bo Nickal         | Penn State     |
| 2.  | Myles Martin      | Ohio State     |
| 3.  | Emory Parker      | Illinois       |
| 4.  | Taylor Venz       | Nebraska       |
| 5.  | Domenic Abounader | Michigan       |
| 6.  | Zachary Zavatsky  | Virginia Tech  |
| 7.  | Chip Ness         | North Carolina |
| 8.  | Maxwell Dean      | Cornell        |

#### 197 lb
| Lp. | Zawodnik             | Szkoła               |
| --- | -------------------- | -------------------- |
| 1.  | Michael Macchiavello | North Carolina State |
| 2.  | Jared Haught         | Virginia Tech        |
| 3.  | Kyle Conel           | Kent State           |
| 4.  | Kollin Moore         | Ohio State           |
| 5.  | Jacob Holschlag      | Northern Iowa        |
| 6.  | Ben Darmstadt        | Cornell              |
| 7.  | Shakur Rasheed       | Penn State           |
| 8.  | Willie Miklus        | Missouri             |

#### 285 lb
| Lp. | Zawodnik       | Szkoła       |
| --- | -------------- | ------------ |
| 1.  | Kyle Snyder    | Ohio State   |
| 2.  | Adam Coon      | Michigan     |
| 3.  | Amarveer Dhesi | Oregon State |
| 4.  | Jacob Kasper   | Duke         |
| 5.  | Samuel Stoll   | Iowa         |
| 6.  | Mike Hughes    | Hofstra      |
| 7.  | Nick Nevills   | Penn State   |
| 8.  | Youssif Hemida | Maryland     |